# Jutro będzie futro
Jutro będzie futro (ang.: Hot Tub Time Machine, 2010) – amerykańska komedia sci-fi w reżyserii Steve'a Pinka.

## Opis fabuły
Znudzeni życiem Lou (Rob Corddry), Nick (Craig Robinson) i Jacob (Clark Duke) lądują w narciarskim kurorcie. Po ostro zakrapianej nocy, skacowani, nieoczekiwanie budzą się na imprezie „Winterfest '86”. Podejrzewają, że to jakiś weekend w stylu retro. Kiedy jednak dociera do nich prawda, że przenieśli się w czasie, zdają sobie sprawę, że dostali od losu szansę odmienienia swojej przyszłości.

## Obsada
- John Cusack jako Adam
- Rob Corddry jako Lou
- Craig Robinson jako Nick
- Clark Duke jako Jacob
- Chevy Chase jako konserwator
- Lizzy Caplan jako April
- Lyndsy Fonseca jako Jennie
- Sebastian Stan jako Blaine
- Charlie McDermott jako Chaz
- Collette Wolfe jako Kelly
- Crystal Lowe jako Zoe
- Brendan Fletcher jako Bobby
- Jacob Blair jako Gunnar
- Rob LaBelle jako Stewart